# Tetraponera anthracina
Tetraponera anthracina är en myrart som först beskrevs av Santschi 1910.  Tetraponera anthracina ingår i släktet Tetraponera och familjen myror. Inga underarter finns listade i Catalogue of Life.

## Bildgalleri

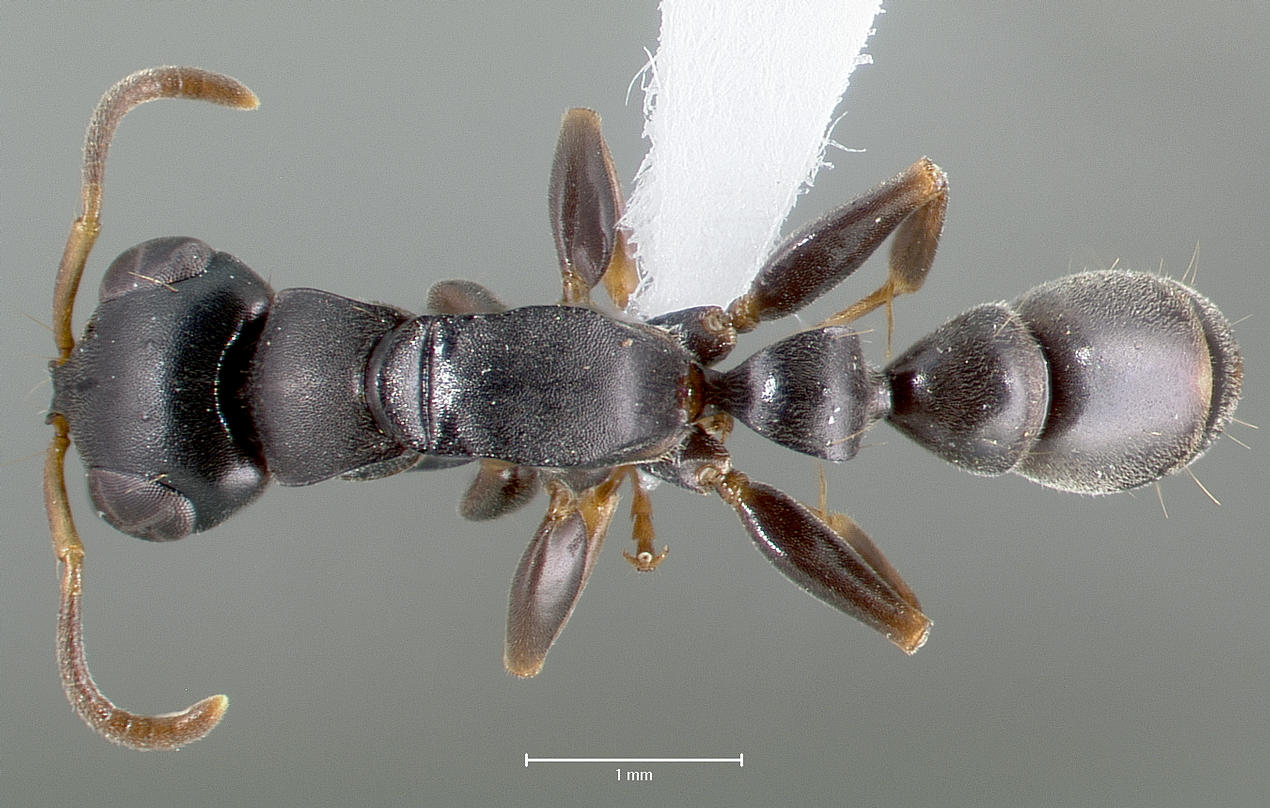
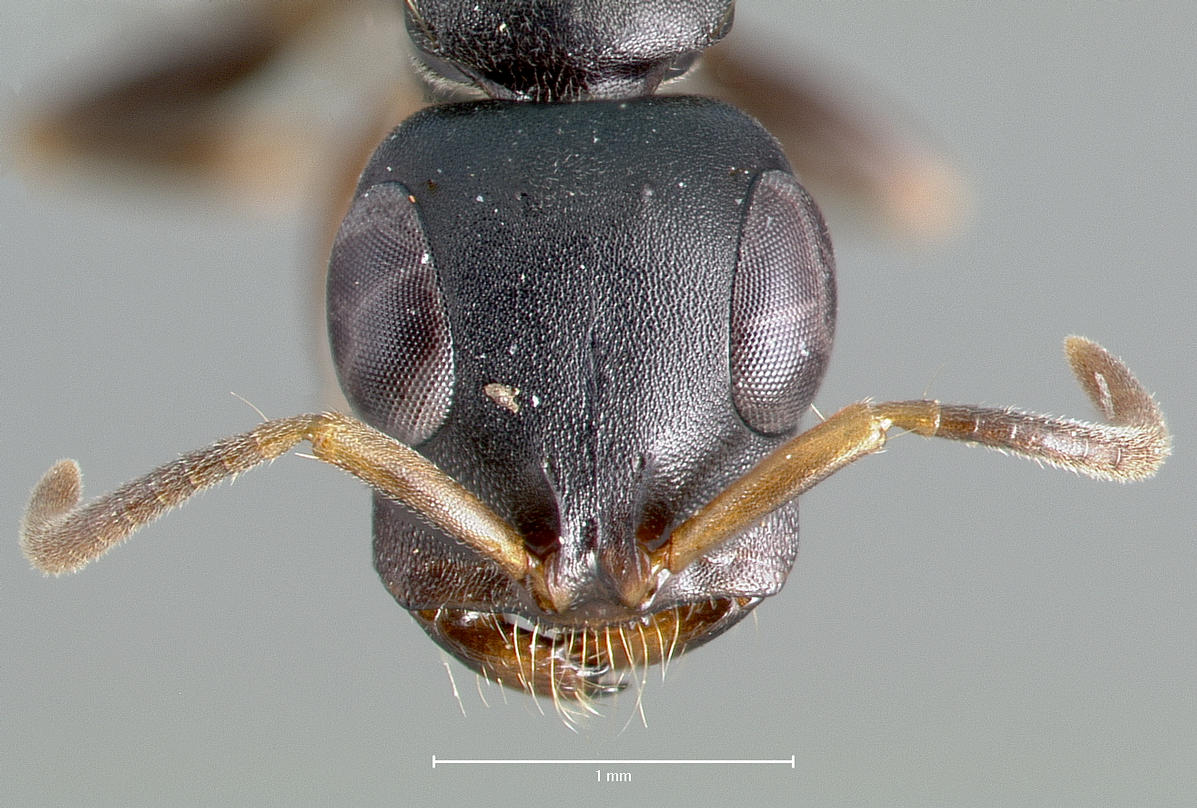
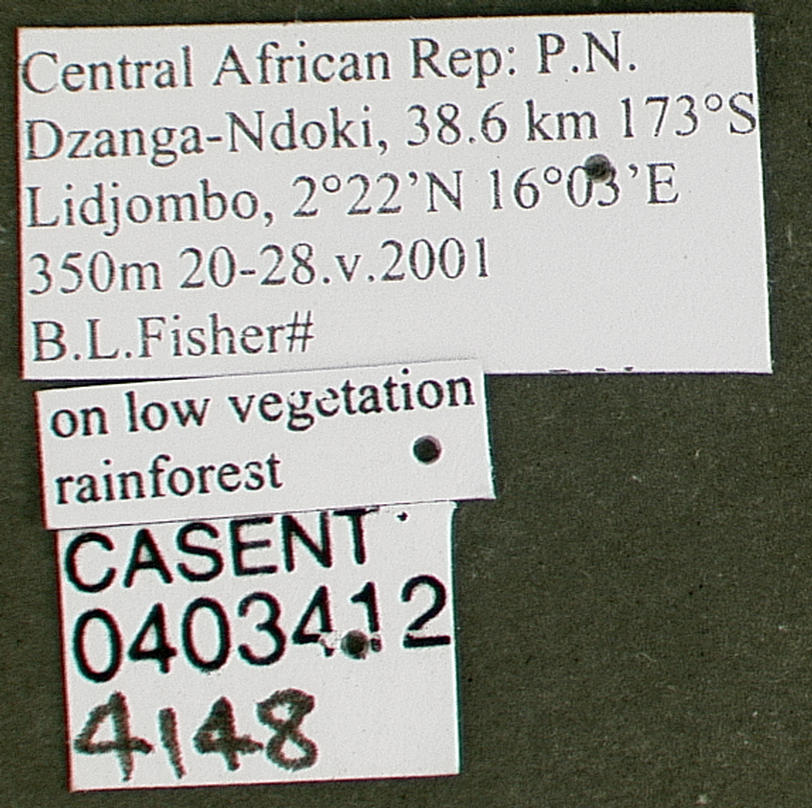
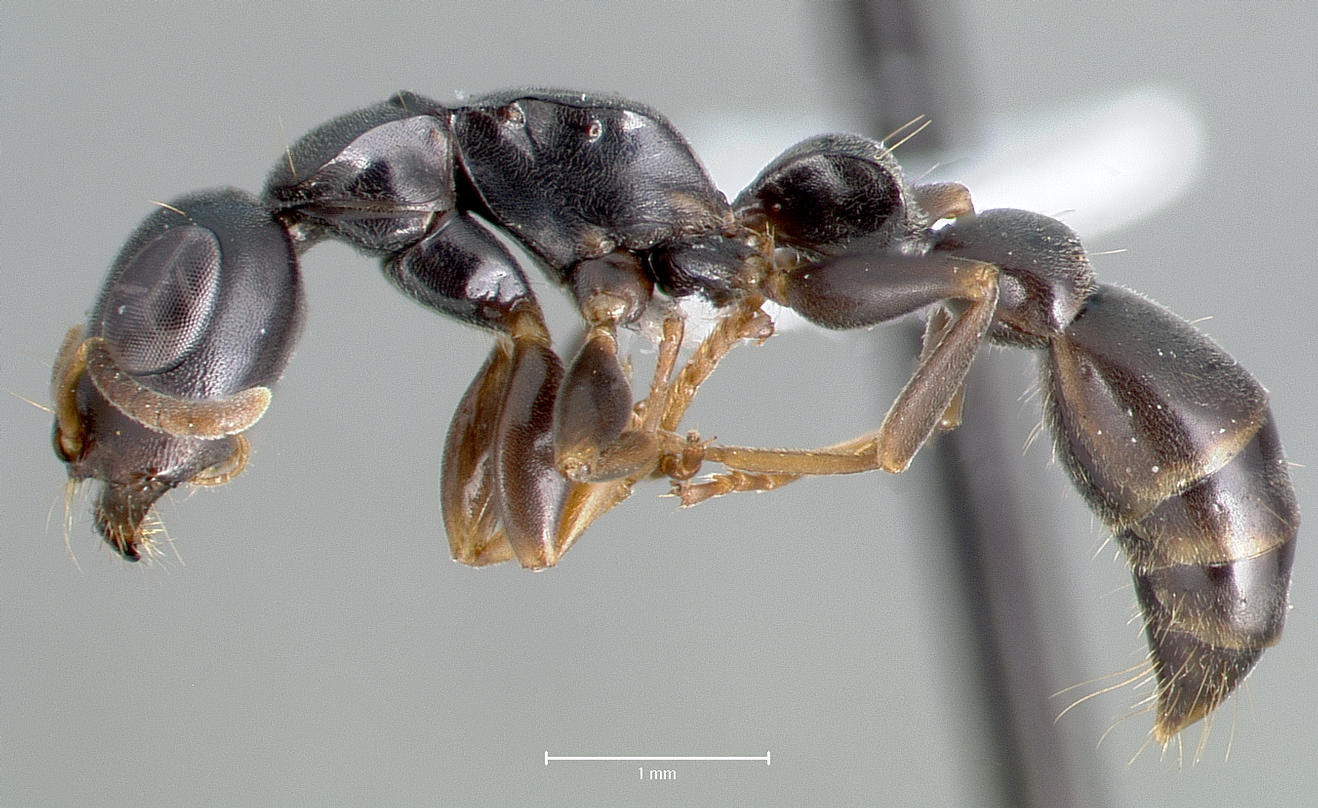